# Waimea
Ne pas confondre avec Waimea Bay sur Oahu ni avec Waimea (Kauai) (en).
Waimea est une ville de l'île d'Hawaï, dans l’État américain du même nom. Waimea a le statut de census-designated place (zone de recensement). Son nom officiel selon l'United States Postal Service est Kamuela. La ville comptait 9 212 habitants en 2016.

## Démographie
| Groupe            | Waimea | Hawaï | États-Unis |
| ----------------- | ------ | ----- | ---------- |
| Métis             | 34,8   | 23,6  | 2,9        |
| Asiatiques        | 34,0   | 38,6  | 4,8        |
| Blancs            | 17,5   | 24,7  | 72,4       |
| Océaniens         | 12,3   | 10,0  | 0,2        |
| Afro-Américains   | 0,7    | 1,6   | 12,6       |
| Autres            | 0,3    | 1,3   | 6,2        |
| Amérindiens       | 0,5    | 0,3   | 0,9        |
| Total             | 100    | 100   | 100        |
|                   |        |       |            |
| Latino-Américains | 8,0    | 8,9   | 16,7       |

Selon l'American Community Survey pour la période 2011-2015, 67,44 % de la population âgée de plus de 5 ans déclare parler l'anglais à la maison, 22,70 % une langue polynésienne (principalement l'hawaïen et l'ilocano), 5,33 % le japonais, 2,53 % le tagalog, 1,16 % l'espagnol et 0,84 % une autre langue.
| 2000  | 2010  | - | - | - | - |
| ----- | ----- | - | - | - | - |
| 1 486 | 1 855 | - | - | - | - |